# Leskia pallidithorax
Leskia pallidithorax är en tvåvingeart som beskrevs av Fritz Isidore van Emden 1960. Leskia pallidithorax ingår i släktet Leskia och familjen parasitflugor.
Artens utbredningsområde är Sudan. Inga underarter finns listade i Catalogue of Life.